# Daguerréotypes
Daguerréotypes és un documental francès del 1976 d'Agnès Varda. Presenta vinyetes de la vida a la Rue Daguerre, un carrer de París, on vivia la cineasta.

## Argument
| «                    | Daguerréotypes no és una pel·lícula sobre la rue Daguerre, un carrer pintoresc del districte 14è, és una pel·lícula sobre un petit tros de rue Daguerre, entre el número 70 i el número 90, és un documental modest i local sobre uns quants petits comerciants, una mirada atenta a la majoria silenciosa, és un àlbum de barri, són retrats estereodaguerrotipats, són arxius per a arqueo-sociòlegs del any 1975. Aquesta és la meva òpera-Daguerre. | » |
| — Agnès Varda, 1978. | |   |

1974-1975 a París : moments de vida i testimonis de veïns i botiguers a menys de 50 metres de la Porte d'Agnès-la-Daguerréotypesse.

## Repartiment
- Els habitants i botiguers de la rue Daguerre: ells mateixos
- Mystag el mag: ell mateix
- Rosalie Varda: ella mateixa
- Agnès Varda: narradora

## Antecedents
Varda cuidava el seu fill de dos anys en el moment del rodatge i no podia passar llargues hores fora de casa seva. A causa d'això, tota la pel·lícula està confinada a un radi de 90 metres de la casa de Varda, la longitud dels cables elèctrics del seu equip.
La majoria dels perfilats provenen de llocs fora de París, o fins i tot de França. Al llarg de la pel·lícula, a cada subjecte se'ls fan les mateixes tres preguntes: "D'on vas venir?", "Quan vas arribar aquí?", "Per què vas venir? ".
El nom de la pel·lícula és un joc de paraules complex: el carrer, Rue Daguerre, porta el nom de Louis Daguerre, inventor del mètode daguerreotip d'impressió fotogràfica. Durant una veu en off a la pel·lícula, Varda explica que els propietaris i ocupants de la Rue Daguerre són els seus 'tipus', en referència a tipologies tant com a estil fotogràfic i pràctiques de classificació social que Varda va criticar. En diversos moments, els subjectes assumeixen una postura formal i estàtica com a si en el retrat fotogràfic de mitjans del segle xix.